# Sukcinimid
Sukcinimid je ciklični imid sa formulom . On se koristi u mnoštvu organskih sinteza, kao i u industrjskim procesima posrebravanja.

## Sukcinimidi
Sukcinimidi su jedinjenja koja sadrže sukcinimidnu grupu. Ta jedinjenja imaju široku primenu. Neki od njih se koriste kao antikonvulsanti, uključujući etosuksimid, fensuksimid, i mesuksimid. Sukcinimidi se takođe koriste za formiranje kovalentnih veza između proteina ili peptida i plastike, što je korisno u mnoštvu tehnika za testiranje.